# Сницарство

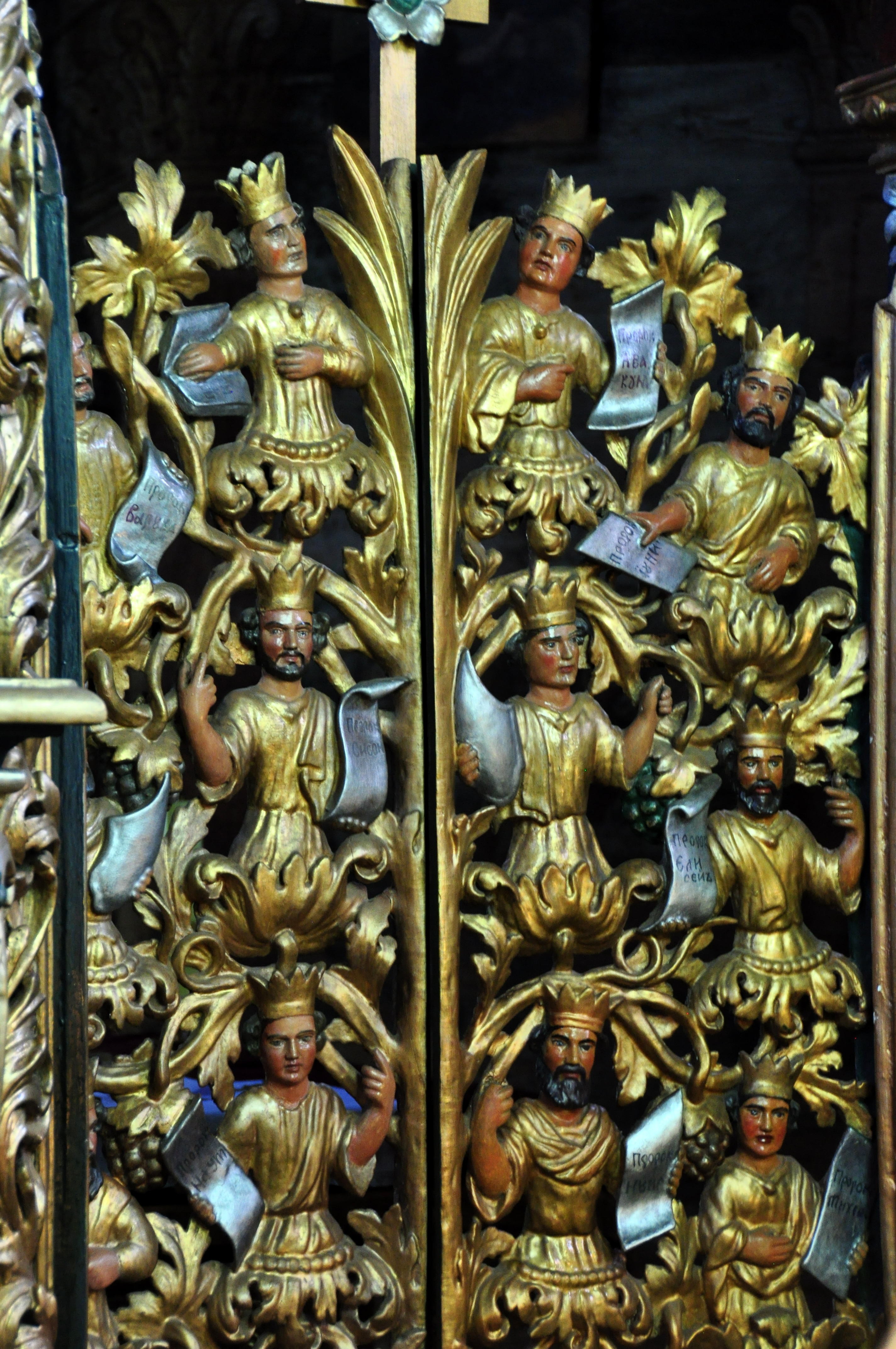
Царські врата. Різьблення Ігнатія Стобенського

Сни́царство — художня обробка дерева і карбування по металу, в тому числі наскрізне (ажурне), рельєфне та плоске різьблення, найчастіше із застосуванням позолоти і розфарбування; один із видів декоративно-ужиткового мистецтва, поширений в Україні.
Майстри-сницарі (через пол. snycerz, заст. snycar, snycarz від нім. Schnitzer) виготовляли прикрашені різьбленням меблі, карети, різні побутові речі, оформляли інтер'єри церковних, парадних приміщень.
Одним із найяскравіших символів розквіту національної культури доби українського відродження є багатоярусні барокові іконостаси, що за Гетьманщини зводилися у церквах та соборах України. Для Києва найвищий розквіт барокового мистецтва у спорудженні іконостасів припадає на період з останнього десятиліття XVII ст. до кінця 40-х рр. XVIII ст.
Він пов'язаний із гетьманством видатного політика й донатора мистецтв Івана Мазепи та його наступників — Івана Скоропадського, Павла Полуботка, Данила Апостола. Гетьмани, козацька старшина, церква, приватні ктитори і релігійні громади щедро дарували кошти на спорудження храмів та іконостасів Києва, підтримуючи і стверджуючи статус міста як духовної столиці імперії, «Єрусалима землі руської», за висловом видатного релігійного діяча Дмитрія Ростовського. В останнє десятиліття XVII ст. у Києві розпочинається період масштабних будівництв: протягом 1690—1693 рр. на кошти гетьмана Івана Мазепи споруджуються два найвидатніші барокові храми: Миколаївський Військовий собор (Великий Микола) та Богоявленський собор у Братському монастирі (обидва не збереглися). У них найкращими майстрами живопису та різьблення виконуються величні іконостаси. У фінансуванні опорядження інтер'єрів новозбудованих храмів окрім гетьмана брали участь й інші дарувальники. Відомо, що головний іконостас Миколаївського собору було поставлено в 1696 р. коштом київського міщанина Созонта Балики.
У 1701 р. завершено будівництво Георгіївського собору у Видубицькому монастирі, фундатором якого був стародубський полковник Михайло Миклашевський. Чудовий іконостас, що прикрашав інтер'єр храму, подарувала Уляна Апостол — дружина Данила Апостола, який пізніше став гетьманом України.
Щедрим дарувальником для храмів Києва був і гетьман Іван Скоропадський — його коштом у 1718 р. було збудовано п'ятиярусний іконостас у Михайлівському соборі Михайлівського Золотоверхого монастиря. Історія залишила нам імена майстрів, які виконали іконостас, — над різьбленням працював чернігівський сницар (різьбяр) Григорій Петров, ікони до іконостаса написав київський священик Стефан Лубенський.
У тому ж 1718 р. у Києво-Печерській лаврі сталася велика пожежа, що сильно пошкодила лаврські будівлі і знищила багато начиння храмів. Особливо постраждав Успенський собор, де після пожежі залишились тільки стіни та склепіння. На відновлення головної святині Києва Церква і гетьман виділили значні кошти і у лаврі розпочалася велика перебудова. Протягом 1722—1729 рр. Успен-ький собор було відремонтовано, і на кошти І. Скоропадського у 1729 р. встановлено новий величезний іконостас. Його виконання знову було доручено сницарю Г. Петрову, який працював над іконостасом разом із художником Я. Глинським. Під час перебудови й інші лаврські храми отримуали нові барокові іконостаси: у 30-ті роки XVIII ст. встановили чудовий іконостас у невеличкій Троїцькій надбрамній церкві ХІІ ст., приблизно тоді ж з'явився іконостас у церкві Всіх святих над економічною брамою.
Завершує низку видатних пам'яток українського сницарства доби бароко у Києві іконостас Софійського собору, виконаний на замовлення митрополита Рафаїла Заборовського і встановлений у 1748 р. Хоча в декоративно-пластичному оздобленні цього іконостаса вже проглядають ознаки стилю рококо, ми вказуємо на нього як на бароковий, оскільки він ще значною мірою відображає естетичні концепції періоду розквіту бароко.
До середини XVIII ст. барокові іконостаси прикрасили інтер'єри всіх головних храмів Києва. Вони були виконані кращими майстрами і часто ставали взірцем для іконостасів провінційних церков. Архітектоніка і пластика нових іконостасів суттєво різнилась від композиції ренесансних іконостасів. Естетика бароко характеризувалася потягом до монументальності та декоративності — в опорядженні інтер'єру храму це відбилось на прагненні максимально збільшити і насичить декором особливо важливі, з точки зору сакрального значення, компоненти храму. В барокових іконостасах стиль виявився передусім у їх небаченій до цього монументальності і декоративності. В цей час іконостаси подібні до фасадів ошатних багатоярусних будівель, загальна форма яких нагадує тріумфальні арки — усі їх яруси, окрім намісного, підвищуються від бокових крил до центру. При цьому вся фасадна поверхня, вільна від ікон, за винятком карнизів, повністю вкривалась пишним різьбленням. Для досягнення бажаної монументальності в барокових іконостасах з кінця XVII ст. збільшується кількість ярусів ікон. Якщо протягом XVII ст. іконостаси традиційно мали чотири-п'ять ярусів, то наприкінці XVII ст. їх вже могло бути шість-сім. Окрім традиційних цокольного, намісного, святкового, апостольського та пророчого ярусів додавався ще ярус страсних ікон та ярус святителів. Прикладом такого типу іконостасів у Києві був іконостас Миколаївського Військового собору, що складався із семи ярусів ікон, та іконостас Михайлівського Золотоверхого собору, який включав шість ярусів ікон. Одночасно висота іконостасів зростає за рахунок збільшення висоти ікон. У цей період з'являються монументальні зображення святих у намісному, апостольському, іноді у пророчому ярусі. Залежно від висоти вівтарної частини храму висота ікон у цих ярусах могла складати до 170 см. В особливо великих храмах збільшення розміру ікон та введення нових ярусів не завжди вдовольняли потребу в необхідній висоті іконостаса. Тому іконостаси могли облаштовуватися суцільно декоративними ярусами або складними за профілем високими карнизами, що також суттєво додавало до їх загальної висоти. Таким чином, завдяки використанню цих прийомів, висота іконостаса XVIII ст. могла сягати до 20 м (близько 15,5 м мав іконостас Миколаївського Військового собору) і навіть більше — грандіозний іконостасний ансамбль Успенського собору Києво-Печерської лаври мав заввишки 21 м.
Наведені прийоми з надання іконостасам максимально можливої висоти для перекриття всього вівтарного об'єму комбінувалися з аналогічними засобами для нарощування його площини у ширину. Це досягалось об'єднанням в єдиний комплекс головного іконостаса та іконостасів бокових вівтарів, щоб іконостас займав всю ширину храму. Не дивно, що такі монументальні параметри новостворених іконостасів приголомшували тогочасного глядача, який звик до камерних розмірів середини XVII ст. Втім, чи не найбільше дивувало і захоплювало декоративно-пластичне оздоблення барокових іконостасів. У період бароко дуже високого рівня досягає сницарство, яке в той час стає національною традицією. Замість неглибокого різьблення ренесансних іконостасів приходить наскрізна багатошарова різьба. Ажурне, прозоре різьблення, яке до середини XVII ст. застосовується переважно в оформленні царських врат, у кінці століття вже прикрашає всю поверхню іконостаса, надаючи йому ви гляд мережевої завіси. Народні майстри вносять велику різноманітність в орнаментальне оздоблення барокових іконостасів. Окрім традиційної виноградної лози, яка була поширеним мотивом у декоруванні ренесансних іконостасів і вводилась у оформлення царських врат, колон, карнизів, з'являються мотиви місцевої флори — яблука, груші, волоські горіхи, зазвичай у відкритих чашолистиках, вишні, сливи, різноманітні п'ятипелюсткові квіти, троянди, мальви, соняхи. Вводяться зображення екзотичних фруктів — тріснуті гранати, інжир, лимони. Деякі з цих декоративних елементів мали символічний підтекст: наприклад, сонях — символ Христа, волоський горіх — подвійна природа Христа, гранат — Страсті Христові, троянда — символ Богоматері, яблуко, помаранч, персик — символ гріхопадіння.
Барокове різьблення відобразило також зооморфні мотиви в декорі іконостасів, запозичені з декоративних заставок західноєвропейських гравюр: голова лева, з пащі якого виростає галузка орнаменту, стилізовані зображення птахів, мотив геральдичного двоглавого орла.
Усю ажурну різьблену площину іконостаса золотили, золоченим було і тло намісних ікон, а сам живопис вражав яскравістю колориту та витонченістю малюнку. Мерехтіння світ ла на золоченому різьбленні, вибагливі форми декору, життєрадісні, з урочистими жестами, вбрані у коштовне вбрання святі на іконах, — все це вражало своєю розкішшю і пишнотою. Іконостас створював у інтер'єрі святковий і радісний настрій. Нам залишилися численні замітки письменників, мандрівників і богомольців, у яких вони захоплено розповідають про красу і велич барокових іконостасів, що були головною прикрасою інтер'єру.
Найвидатніші барокові іконостаси України були символом піднесення української культури і відразу по створенні ставали національним мистецьким надбанням. Тож не дивно, що нищення таких іконостасів почалося ще за часів імперії, в ХІХ ст., а за радянської влади справу було доведено майже до остаточного завершення.
Сьогодні в інтер'єрах дивом збережених київських храмів можна побачити тільки поодинокі вцілілі іконостаси барокової доби, які колись так захоплювали прочан, що відвідували місто. Більшість же іконостасів зникла у XIX–ХХ ст., і від них до наших днів дійшли, як правило, лише окремі фотовідбитки, а від деяких не збереглося взагалі нічого, окрім відомостей, що вони колись існували.
Отож, розповімо про подальшу долю згаданих у цьому матеріалі пам'яток. Першим зник мазепинський іконостас у Богоявленському соборі Братського монастиря — він згорів у нищівній пожежі, що відбулася на Подолі у 1811 р.
Наступні значні втрати барокових шедеврів розпочалися з 80-х рр. ХІХ ст., коли у київських храмах давньоруської доби розбиралися барокові іконостаси під «благовидним» приводом «кращого освітлення» вівтарних мозаїк чи фресок. Слід сказати, що натхненниками цих заходів виступали тоді, поряд із церковним керівництвом, і деякі вчені. Так, відомий мистецтвознавець, професор А.Прахов був ініціатором демонтажу верхніх ярусів головного іконостасу Софійського собору (верхня частина цього іконостасу була суттєво перероблена ще в 40-х рр. ХІХ ст., при реставрації професора Ф.Солнцева), він же пропонував цілком замінити іконостас на новий, на кшталт давньої вівтарної огорожі. На щастя, ця пропозиція не отримала підтримки. Сьогодні в храмі знаходиться тільки нижня частина іконостаса XVIII ст., що включає намісний та цокольний яруси ікон. Із тих самих причин у 1888 р. розібрали верхні яруси іконостаса Михайлівського Золотоверхого собору, залишивши тільки два долішні, а в 1905 р. розібрали до намісного ярусу іконостас Успенського собору Лаври. Ще більші втрати мистецької спадщини Київ поніс у радянські часи: у 1935 р. остаточно зникли разом із храмами іконостаси Михайлівського Золотоверхого собору та Миколаївського Військового собору, приблизно в той же час загинув іконостас Георгіївського собору у Видубичах. На превеликий жаль, ці пам'ятки великої мистецької вартості втрачені зовсім недослідженими. І це зрозуміло — войовничі безбожники, які у ХХ ст. палили на багаттях ікони та рубали на дрова іконостаси, їх перед тим не описували і не фіксували на фото. Значно більше пощастило інтер'єрам храмів на території Києво-Печерської лаври, де у 1926 р. було організовано Музей культів та побуту Всеукраїнського музейного містечка, метою якого було зберегти від нищення культурну спадщину, пов'язану з християнством. Розміщення у Лаврі музейного містечка врятувало від нищення іконостаси в її храмах, в тому числі й іконостаси Троїцької та Всіхсвятської церков. Винятком стали залишки іконостасу Успенського собору, що були знищені в результаті вибуху храму в 1941 р.
На жаль, на цьому перелік збережених барокових іконостасів Києва вичерпаний. Вкажемо тільки, що значна частина колекції барокових ікон у музеях України складається із врятованих іконостасних ікон. Походження більшості з них невідоме, і його з'ясування становить кропітку дослідну роботу науковців. Тільки деякі з іконостасних ікон київських храмів сьогодні атрибутовані, наприклад, відомо, що в колекції Національного музею українського мистецтва зберігаються кілька ікон з головного іконостаса Успенського собору. Ще гірше піддаються атрибуції різьблені фрагменти іконостасів, у тому числі царські врата — встановити їх походження майже неможливо. Отож залишається тільки сподіватися, що в музейних збірках є фрагменти з видатних барокових іконостасів Києва, і їх колись вдасться атрибутувати.
У фондах Львівського музею українського мистецтва зберігається низка іконз різних іконостасів початку XVII ст. На жаль, усі ці пам'ятки анонімні. Відоме лише одне ім'я львівського різбляра того часу — «Гергій сницар лвоск» (Юрій, сницар львівський) з поминальної дошки-гробниці 1657 року в с. Моранці на Яворівщині. З інконостасів середини XVII ст. відомі серед інших три першорядної мистецької вартості іконостаси — 1649 року з Рогатина, П'ятницької церкви у Львові, будівництво якої закінчено в 1644 році, 1638 року у Грибовичах Великих. Безумовно ці іконостаси є творами львівських художників, на жаль анонімних, і свідчать про здобутки ренесансного мистецтва. З цих трьох повністю ренесансним можна вважати лише п'ятницький, два інші слід розглядати як перехідні до барокко. На ренесансне оформлення царських врат вплинула значною мірою декоративна різьба львівського ренесансного будівництва. Ще в XVI ст. у Львові працювали різьбярі, які були тісно пов'язані з архітекторами: вони різьбили надгробки і вівтарі, рельєфні зображення на фасадах будинків. Це створювало великий запас декоративних форм, які принесло Відродження. В Україні Львів був єдиним містом, де мистецтво Відродження набуло значного поширення і відіграло помітну у декоративній творчості. На інших теренах України на зміну візантійським традиціям прийшло барокко без посередництва Відродження. Тому тим і цікаві і цінні пам'ятки ренесансного мистецтва в Західній Україні.
Провідною школою в українському барочному мистецтві Галичини — в малярстві і різьбі — була жовківська. ЇЇ діяльність тривала з від 60-х років XVI ст.аж до середини XVIII ст. За даними Івана Крип'якевича в пізніший період у Жовкві працювали такі сницарі: Василь Сакович, Симеон Путятинський, Олександр Кулявський, Ігнатій Стобенський. У місті була навіть вулиця Сницерська, де мабуть зосереджувалися майстерні сницарів.